# 宮城事件
宮城事件（きゅうじょうじけん）は、1945年（昭和20年）8月14日の深夜から15日（日本時間）にかけて、宮城（皇居）で一部の陸軍省勤務の将校と近衛師団参謀が中心となって起こしたクーデター未遂事件である。終戦反対事件（しゅうせんはんたいじけん）、あるいは八・一五事件（はちいちごじけん）とも呼ばれる。松岡洋右の伝記刊行会による正伝が、もともとは松岡洋右を首班とする抗戦内閣擁立を目指すクーデター計画だったことを認めている。（詳しくは松岡洋右の記事を参照）
日本の降伏（ポツダム宣言受諾）を阻止しようと企図した将校達は近衛第一師団長森赳陸軍中将を殺害、師団長命令を偽造し近衛歩兵第二連隊を用いて宮城（皇居）を占拠した。しかし、陸軍首脳部・東部軍管区の説得に失敗した彼らは日本降伏阻止を断念し、一部は自殺もしくは逮捕された。これにより、玉音放送と日本の降伏表明は当初の予定通り行われた。

## 主要人物

### 政府
- 昭和天皇
- 鈴木貫太郎（首相、元侍従長、海兵14期）
- 阿南惟幾（陸軍大臣、元侍従武官、陸士18期）
- 米内光政（海軍大臣、元首相、海兵29期）
- 東郷茂徳（外務大臣）
- 石渡荘太郎（宮内大臣）

### 陸軍省・参謀本部
- 梅津美治郎大将（参謀総長、陸士15期）
- 東条英機大将（元首相、陸士17期）
- 荒尾興功大佐（陸軍省軍務局軍事課長、陸士35期） - 関与
- 稲葉正夫中佐（陸軍省軍務局軍事課編制班長、陸士42期） - 関与
- 井田正孝中佐（陸軍省軍務局軍事課員、陸士45期） - 首謀、自決断念
- 竹下正彦中佐（陸軍省軍務局軍務課内政班長、陸士42期） - 発端文書作成
- 椎崎二郎中佐（陸軍省軍務局軍務課員、陸士45期） - 首謀、失敗後自決
- 畑中健二少佐（陸軍省軍務局軍務課員、陸士46期） - 首謀、失敗後自決

### 第12方面軍兼東部軍管区
- 田中静壱大将（司令官、陸士19期）- 叛乱鎮圧指揮
- 高嶋辰彦少将（参謀長、陸士30期首席）
- 小沼治夫少将（参謀副長、陸士32期）
- 不破博大佐（参謀、陸士39期）
- 板垣徹中佐（参謀、陸士42期）

### 近衛第1師団
- 森赳中将（師団長、陸士28期）- 殺害
- 水谷一生大佐（参謀長、陸士33期）
- 石原貞吉少佐（参謀、陸士47期）- 殉職
- 溝口昌弘少佐（参謀、陸士49期）- 皇太子（現・上皇）警備指導のため、疎開先の日光に出張
- 古賀秀正少佐（参謀、陸士52期）- 関与自決
- 芳賀豊次郎大佐（近衛歩兵第２連隊長、陸士28期）

### 東京防衛軍警備第3旅団
- 佐々木武雄予備役大尉（横浜警備隊長）- 民間関与

### その他
- 白石通教中佐（第２総軍参謀[警備主任]兼元帥陸軍大将畑俊六副官、陸士44期）ｰ 殺害
- 上原重太郎大尉（陸軍航空士官学校区隊長、陸士55期）ｰ 自決
- 窪田兼三少佐（陸軍通信学校教官、陸士50期）
- 松岡洋右（元外務大臣）

## 背景

### ポツダム宣言の受諾決定
大東亜戦争（太平洋戦争）に於いて、日本の敗色が濃くなっていた1945年（昭和20年）8月上旬、6日の広島市への原子爆弾投下、9日未明のソビエト連邦参戦、同日の長崎市への原子爆弾投下を受けて、政府内部では1945年7月26日にイギリスとアメリカ合衆国、中華民国の連合国3国の首脳により発されたポツダム宣言の受諾による降伏を支持する意見が強まっていた。
9日に宮中において開かれた最高戦争指導会議では、鈴木貫太郎首相を始め、米内光政海軍大臣と東郷茂徳外務大臣が天皇の地位保証（国体護持）を条件として、阿南惟幾陸軍大臣と梅津美治郎参謀総長はさらに幾つかの条件を付けた上での降伏を主張した。
午前10時から断続的に開催された会議が終了した後、鈴木首相は昭和天皇臨席の御前会議として再度、最高戦争指導会議を招集した。
10日午前0時から宮城内御文庫地下の御文庫附属庫において開かれたこの御前会議の席上で、首相からの「聖断」要請を受けた昭和天皇は東郷外務大臣の意見に賛成し、これによりポツダム宣言の受諾が決定された。
連合国軍への連絡は、午前6時45分から中立国であるスイスおよびスウェーデンの日本公使を通して行われている。
スイスルートは、駐スイス加瀬俊一公使よりスイス外務次官へ手交、スウェーデンルートは駐スウェーデン岡本季正公使より、スウェーデン外務大臣へ手交された。この時に、東京とスイス・スウェーデンの間で交わされた一連の電報は、国立国会図書館の「ポツダム宣言受諾に関し瑞西、瑞典を介し連合国側に申し入れ関係」において閲覧することができる。

### 陸軍内の動揺
御前会議での決定を知らされた陸軍省では、徹底抗戦を主張していた多数の将校から激しい反発が巻き起こった。
ポツダム宣言には「全日本軍の無条件降伏」という項目があり、陸海軍は組織存亡の危機にたっていた。午前9時に陸軍省で開かれた会議において、終戦阻止のために阿南陸相が辞任して内閣総辞職すべきだとにおわせた幕僚に対し、阿南陸相は「不服な者はまずこの阿南を斬れ」と述べて沈静化を図った。
8月12日午前0時過ぎ、サンフランシスコ放送は連合国の回答文を放送した。この中では日本政府による国体護持の要請に対して、「天皇および日本政府の国家統治の権限は連合国最高司令官に従う (subject to) ものとする」と回答されていた。
外務省はこの文章を「制限の下に置かれる」と訳し、あくまで終戦を進めようとしたのに対して、陸軍では「隷属するものとする」であると解釈し、天皇の地位が保証されていないとして戦争続行を唱える声が大半を占めた。不満を持つ将校たちの指導者格であり阿南陸相の義弟でもあった竹下正彦中佐は阿南陸相に終戦阻止を求め、さらにそれが無理であれば切腹するよう迫っている。
15時から開催された皇族会議の出席者たちはおおむね降伏に賛成したが、同時刻の閣議および翌13日午前9時からの最高戦争指導会議では議論が紛糾した。
閣議において最後までポツダム宣言受諾に反対していたのは、陸軍代表の阿南陸相、松阪広政司法大臣、安倍源基内務大臣の3名であった。
しかし、15時の閣議においてついに回答受諾が決定された。陸相官邸に戻った阿南陸相は6名の将校（軍事課長荒尾興功大佐、同課員稲葉正夫中佐、同課員井田正孝中佐、軍務課員竹下正彦中佐、同課員椎崎二郎中佐、同課員畑中健二少佐）に面会を求められ、クーデター計画への賛同を迫られた。「兵力使用計画」と題されたこの案では、東部軍及び近衛第一師団を用いて宮城を隔離、鈴木首相、木戸幸一内大臣府、東郷外相、米内海相らの政府要人を捕らえて戒厳令を発布し、国体護持を連合国側が承認するまで戦争を継続すると記されていた。
面会を求めた6人はいずれも参謀や内政班長で、最前線の現状をよく知らなかった。阿南陸相は彼らに「梅津参謀総長と会った上で決心を伝える」と返答し、一同を解散させた。

## 8月12日
午前9時、近衛歩兵第二連隊第一大隊が完全武装で宮城（皇居）に入城する（その後宮城（皇居）から出ることなくクーデターに参加）。

## 8月14日

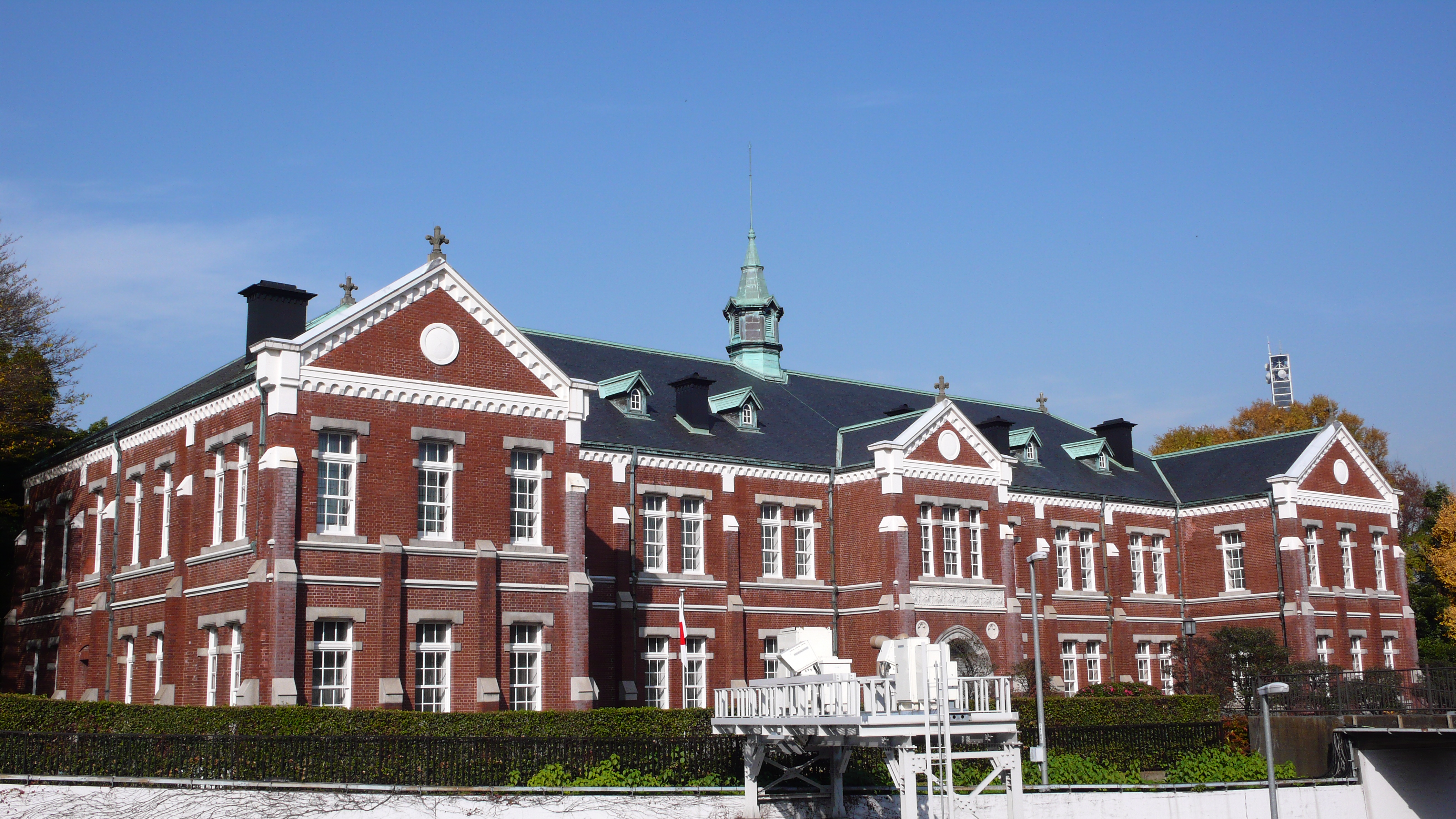
近衛師団司令部
(旧 東京国立近代美術館工芸館)

午前7時に陸軍省で阿南陸相と梅津参謀総長の会談が行われた。この席で梅津はクーデター計画に反対し、阿南も同調した。
一方、鈴木首相は陸軍の妨害を排除するため、天皇出席の上での御前会議開催を思い付き、全閣僚および軍人・民間人の要人数名を加えた会議を招集した(昭和天皇独白録によると、この会議は、昭和天皇が開催を希望して、鈴木首相に開催準備を命じたとされている)。
正午頃に御文庫附属庫にて行われた会議において鈴木首相から再度聖断の要請を受けた昭和天皇は、連合国の回答受諾を是認し、必要であれば自身が国民へ語りかけてもよいと涙ながらに述べて会議は散会された。昭和天皇の聖断と涙に心打たれた阿南陸相はポツダム宣言受諾を容認し、クーデター計画を止める方向へと舵を切ることになった。直後に阿南陸相が陸軍省で詰め寄る青年将校に聖断を伝えると、将校の一人だった畑中は周囲が怯えるほど号泣したとされる。
閣議が始まった13時頃、社団法人日本放送協会の大橋八郎会長は内閣情報局に呼び出され、「終戦詔書が天皇陛下の直接放送となる可能性があるので至急準備を整えるように」と指示を受けている。同じ頃、竹下と畑中は古賀秀正少佐と、陸相と参謀総長に否定されたクーデター計画案に替わる代案「兵力使用第二案」を練っていた。
15時過ぎ、阿南陸相は陸軍省で陸軍課員以上を第一会議室に集め陸軍の無条件降伏の受け入れを告げ、「諸官においては、過早の玉砕は任務を解決する道でないことをよく考え、泥を食み、野に伏しても、最後まで皇国護持のために奮闘してもらいたい」と訓示した。この場に畑中はおらず、この時東部軍管区司令部で司令官の田中静壱大将に面会を求めていた。彼は東部軍のクーデター参加を求める予定であったが、入室した途端に田中に怒鳴られ、萎縮し転がるように退室した。
22時過ぎ、畑中は井田と面会し、井田の陸軍大学校時代の師である森赳師団長の説得を依頼。
23時、閣議が終了し中立国のスイスを通じ連合国側へポツダム宣言受諾を通告。昭和天皇による玉音放送の録音は23時30分から宮内省政務室において行われ、録音盤（玉音盤）は徳川義寛侍従に渡されて、皇后宮職事務室内の軽金庫に保管された。

## 8月15日

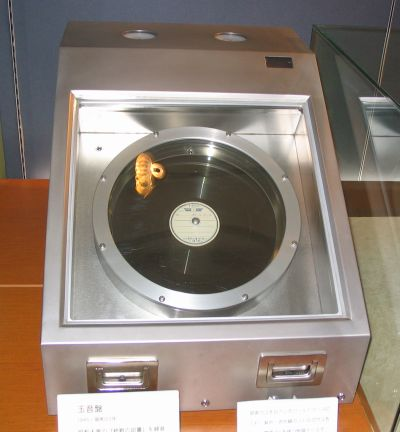
玉音盤
厳密には放送で使用されなかった1回目の録音のもの（副盤）で、NHK放送博物館で保存されている。

### 決起
午前0時過ぎ、玉音放送の録音を終了して宮城を退出しようとしていた下村宏情報局総裁と放送協会職員など数名が、坂下門付近において近衛歩兵第二連隊第三大隊長佐藤好弘大尉により身柄を拘束された。彼らは兵士に銃を突き付けられ、付近の守衛隊司令部の建物内に監禁された。
井田と椎崎は、近衛第一師団司令部で第二総軍参謀白石通教中佐（森師団長の義弟）と会談中であった師団長森赳中将に面会を強要し、クーデターへの参加を求めた。井田の記録によると、森は否定的な態度を堅持していたが、「明治神宮を参拝した上で再度決断する」と約束したとされる。井田はこの言葉を聞いて一時部屋を退出したと述べている。
午前1時30分、入れ替わりに師団長室に入った畑中は、しばらくすると部屋を出てきて、この日別件で近衛第一師団司令部を訪れていた航空士官学校の上原重太郎大尉とその同志である陸軍通信学校の窪田兼三少佐を引き連れて、再度入室した。畑中は無言のまま森を拳銃で撃ち、さらに上原大尉が軍刀で斬殺した。同席していた白石も上原と窪田によって斬殺された。井田によると入室から10分ほどで突如師団長室が騒がしくなり、その後畑中が「時間がなくてやりました」と顔面蒼白で師団長室を出てきたという。
森師団長と白石中佐の殺害の詳しい経緯については、窪田が東部憲兵隊で聴取を受けた際の聴取記録が残っており、概ね明らかである。

### 宮中占拠
森の殺害後、畑中らは森の印鑑を盗み、畑中が起案したと考えられる「近作命甲第五八四号」に押印し師団参謀古賀秀正少佐が各隷下部隊に口頭下達、近衛歩兵第二連隊に展開を命じた（ただし、古賀がクーデター計画にどの程度積極的に関与したかについてははっきりとしていない）。この近作命甲第五八四号により、陸軍による皇居と放送局の占拠が実行された。
偽の作戦命令を受け、近衛兵は皇居の門を封鎖。宮内省では電話回線が切断され、皇宮警察は武装解除された。玉音放送の実行を阻止する為に内幸町の放送会館へも近衛歩兵第一連隊第一中隊が派遣され、放送会館職員は監禁された。放送会館職員への脅迫で玉音盤が宮内省内部に存在することを知った古賀少佐は、宮内省を占拠し第二大隊長北村信一大尉や佐藤好弘大尉らに捜索を命じている。宮内省内にいた石渡荘太郎宮内大臣および木戸幸一内府は金庫室などに隠れて難を逃れた。一方で「近作命甲第五八四号」では戦車中隊を代官町通へ進出させることとされた近衛騎兵連隊（牛込区戸山）は、命令に不審を抱いた連隊長伊藤力大佐が東部軍司令部と連絡を取った結果、出動を見合わせている。
井田は水谷一生近衛第一師団参謀長に随行して東部軍管区司令部へと赴き、東部軍管区（第十二方面軍司令部を兼務）のクーデター参加を求めたが、田中軍司令官と高嶋参謀長は既に鎮圧を決定していた。これを受け、井田は畑中に夜が明ける前に兵を引くよう説得するも、畑中は聞き入れず第一中隊の占領する放送会館へと向かった。
高嶋参謀長は午前4時過ぎに芳賀豊次郎近衛第二連隊長との電話連絡に成功し、森の殺害を知り畑中らの言動に疑問を感じていた連隊長に対し、師団命令が偽造であることを伝えた。芳賀はその場にいた椎崎、畑中、古賀らに対し即刻宮城から退去するように命じた。宮内省内では御文庫へ反乱発生を伝えた後に帰還していた徳川義寛侍従が兵士と口論になり、第一大隊の若林彦一郎軍曹に殴打されている。殴打した理由について若林は後日、
「周囲の人間は殺意をもって徳川侍従を包囲しており、このままでは侍従が殺されてしまうと思った。それを防ぐためにとっさに本人を殴り、気絶させることで周囲を納得させた」
と親族に語っており、機転を利かせた行動であった。実は徳川が自身の軽金庫に玉音盤を入れて皇后宮職事務官室に保管しており、結果的に若林の咄嗟の行動により玉音盤は守られたのであった。
午前4時30分ころ、畑中は放送会館のスタジオ内に居座り、決起の声明の放送を要求した。本来応対すべき放送協会の幹部はいずれも不在で、副部長級の職員や一般の技術職員が兵士からピストルを突きつけられながら対応にあたった。その際に職員たちは、空襲警報発令中の放送の権利は東部軍管区司令部内の放送室に移るため、警報が解除されるまで放送会館からは放送が出せない、という規則を盾に、「今空襲警報が出ており、東部軍から許可がなければ放送できない」の一点張りで突っぱね、さらに畑中本人が東部軍管区司令部へ電話して放送の許可を受けるよう懇願した（当時放送会館と司令部の間には直通電話が引かれていた）。畑中はそれに応じ、スタジオを出て電話室へ向かった。

### 鎮圧
日が昇ってすぐの午前5時頃、東部軍司令官の田中が数名のみ引き連れ、自ら近衛第一師団司令部へと向かい、偽造命令に従い部隊を展開させようとしていた近衛歩兵第一連隊の渡辺多粮連隊長を止めた。
連隊長のそばに居た近衛第一師団参謀石原貞吉少佐は、東部憲兵隊により身柄を保護された（逮捕されたのではなく、石原は当日夕方には師団司令部に復帰している）。
午前6時過ぎにクーデターの発生を伝えられた昭和天皇は「自らが兵の前に出向いて諭そう」と述べている。その頃、陸相官邸では阿南陸相が自刃した（「阿南陸相は、5時半、自刃、7時10分、絶命」との記録もあり）。
竹下は陸相印を用いて大臣命令を偽造しようと井田に示唆したが、井田は既にクーデターの失敗を悟っていた。
田中は乾門付近で芳賀に出会い兵士の撤収を命じると、そのまま御文庫さらに宮内省へ向かい反乱の鎮圧を伝えた。これを境にクーデターは急速に沈静化へと向かった。このとき、既に畑中らは断念しており田中が鎮圧したという俗説は誤りとする説もある。
放送会館では、東部軍へ電話で決起放送の許可を求めた畑中が拒絶を受けた（東部軍側から放送中止を求める電話連絡を受けたとする説もある）ことで放送を断念し、部隊を撤退させた。守衛隊司令部では、拘束されていた下村情報局総裁らが解放された。
午前8時前には近衛歩兵第二連隊の兵士が宮城から撤収し、宮内省内の地下室に隠れていた石渡宮相と木戸幸一内府はここを出て御文庫へと向かった。
2枚の録音盤は1回目に録音された録音盤を「副盤」、2回目に録音された録音盤を「正盤」として皇后宮職事務室から運び出され、正盤は放送会館へ、副盤は第一生命館に設けられていた予備スタジオへと無事に運搬された。運搬に際しても、副盤をいかにも正式な勅使らしい様式に仕立てつつ、正盤は粗末な袋に入れて木炭自動車で運搬し、副盤をまるで正盤であるかのように見せかけるという念の入れようであった。
最後まで抗戦を諦めきれなかった椎崎と畑中は、宮城周辺でビラを撒き決起を呼び掛けた（佐藤大尉と藤原憲兵大尉が撒布したとの証言もある）が、午前11時過ぎに二重橋と坂下門の間の芝生上で自害した。放送用の檄文は二人の死に伴い散逸し失われた。
また古賀は玉音放送の放送中、近衛第一師団司令部二階の貴賓室に安置された森の遺骸の前で拳銃と軍刀を用い自害した。
午前11時30分過ぎ、放送会館のスタジオ前で突如1人の憲兵将校が軍刀を抜き、放送阻止のためにスタジオに乱入しようとしたが、すぐに取り押さえられ憲兵に連行された。
そして正午過ぎ、ラジオから下村総裁による予告と君が代が流れた後に玉音放送が無事行われた。
上記のようにクーデター首謀者中の生存者である井田および稲葉等の証言では、自分達より階級の低い自決した畑中が森殺害以降のクーデターを主導したと示唆されている。

## その他の動き
他にも、「皇軍の辞書に降伏の二字なし」として徹底抗戦を唱え、東京警備軍横浜警備隊長の佐々木武雄陸軍大尉をリーダーとして、尾崎嘉男、上田雅紹、村中諭、川島吾郎など勤労動員中の横浜高等工業学校（佐々木の母校）の生徒達によって編成された「国民神風隊」が、同15日の午前4時30分に首相官邸を襲撃したのを皮切りに、鈴木貫太郎首相や平沼騏一郎枢密院議長、木戸幸一内府、東久邇宮稔彦王らの私邸にも火を放った。襲撃された首相官邸では終戦の詔書のため迫水久常内閣書記官長と共に泊まり込んでいた佐藤朝生内閣官房総務課長が、「官邸が襲撃されました。兵隊たちが総理を捜しに自宅へ向かいました。すぐ逃げてください。」と自宅に帰っていた鈴木首相に電話し、鈴木首相は警護官に間一髪救い出された。

## 戦後
事件鎮圧の功労者である田中司令官は、8月24日の夜に拳銃で心臓を撃ち抜き自殺した。田中は戦時中に宮中への空襲を許したことなどに責任を感じており、24日に発生した陸軍通信学校教官窪田兼三少佐や予科士官学校生徒による川口放送所占拠事件の解決を待っての行動であった。
近衛第一師団参謀の石原貞吉少佐は、8月15日に発生した水戸教導航空通信師団事件の一部である上野公園占拠事件に際し、第十二方面軍参謀神野敏夫中佐からこれの説得役を依頼された。これは水戸から上京した部隊の指揮官岡島哲少佐が、石原の陸軍士官学校本科教練班長時代の教え子だった縁による。
8月19日に東京美術学校に赴いた石原は、説得に納得しない林慶紀少尉によって拳銃で射殺された。石原の遺体は同夜近衛第一師団司令部配属憲兵の境芳郎憲兵曹長により収容された。戦後になり石原は勲四等に叙せられ、靖国神社にも合祀されている。
一方、森殺害のキーパーソンであり、また兵力使用計画に関与した井田は、15日に陸軍省で自殺する決心を固めていたが、これを予期した見張りの将校に止められ断念した。戦後は電通に入社し、総務部長と関連会社電通映画社の常務を務めた。戦後の1955年になり離婚して岩田に復姓している。同じく兵力使用計画に関与した稲葉正夫は防衛庁戦史編纂官を経て防衛研究所で研究員を務めた。
事件に関係した将校たちは明らかに当時の軍法・刑法に違反する行為を行ったにもかかわらず、敗戦によって彼らを裁くべき軍組織が解散させられたため、軍事裁判にかけられることも刑事責任を問われることもなかった。

## 関連文献・作品

### 当事者による記録
- 西内雅、岩田正孝（井田正孝） 『雄誥 大東亜戦争の精神と宮城事件』 日本工業新聞社、1982年（昭和57年）、ISBN 4819105183。
- 北畠暢男 『終戦秘話 ある近衛大隊長の手記』 真生印刷、1982年（昭和57年）。

### 評論など
- 防衛庁防衛研究所戦史室 『戦史叢書 大本営陸軍部 <10> 昭和二十年八月まで』 朝雲新聞社、1995年（平成7年）。
- 半藤一利 『決定版 日本のいちばん長い日』 文藝春秋、1995年（平成7年）、ISBN 4167483157。
- 森下智 『近衛師団参謀終戦秘史』 帝國陸海軍史研究会、2006年（平成18年） - 2008年（平成20年）（第一版-第五版）、ISBN 978-4-9908114-0-2
- 森下智 『川口放送所占拠事件秘史』 帝國陸海軍史研究会、 2008年（平成20年）、ISBN 978-4-9908114-2-6
- 鬼塚英昭 『日本のいちばん醜い日』 2007年（平成19年）
- 別宮暖朗 『終戦クーデター 近衛師団長殺害事件の謎』 2012年（平成24年）

### 映画
- 『日本敗れず』（1954年、阿部豊監督、新東宝）
- 『皇室と戦争とわが民族』（1960年、小森白監督、新東宝）[10]
- 『八月十五日の動乱』（1962年、小林恒夫監督、東映）[11]
- 『日本のいちばん長い日』（1967年、岡本喜八監督、東宝）
- 『日本のいちばん長い日』（2015年、原田眞人監督、松竹）

### 小説
- 加賀乙彦 『帰らざる夏』 講談社〈講談社現代文庫〉、ISBN 4061962353
後半のストーリーはこの事件をモチーフとしている。

### テレビドラマ
- 『歴史の涙』（1980年（昭和55年）2月25日、TBS、テレビマンユニオン）

### テレビアニメ
- 『アニメンタリー 決断』・「25話 最後の決断」（1971年（昭和46年）9月25日、日本テレビ、竜の子プロダクション）

### 漫画
- 『日本のいちばん長い日』（2022年、半藤一利原作、星野之宣作画）[12]